# Eufrat
Eufratul (numele grecesc tradițional; în arabă: الفرات Al-Furat; în armeană: Եփրատ Yeṗrat; în ebraică: פְּרָת Perath; în kurdă: Ferat; în azeră: Fərat; în persana veche: Ufrat; în siriacă: ܦܪܬ Frot sau Prâth; în turcă: Fırat; în akkadiană: Pu-rat-tu) este un mare râu ce formează limita vestică a  Mesopotamiei, limita estică a acesteia fiind constituită de un alt mare râu, Tigrul. Atât Eufratul cât și Tigrul izvorăsc în Turcia și se varsă, reunite, pe teritoriul Irakului, în Golful Persic.
În Biblie Pământul Făgăduinței promis de Dumnezeu lui Avraam și descendenților săi (printre care se numără Isaac și Iacob) se întindea până la acest râu.

## Etimologia numelui
Numele Eufrat ar putea proveni din Ufratu în persana veche, sau din avestană *hu-perethuua, însemnând "potrivit pentru traversat" (din hu-, însemnând "bun", și peretu, însemnând "vad"). O altă origine ar putea fi kurdă. În această limbă, fere înseamnă "lat", re înseamnă "apă curgătoare" iar hat, "curgătoare", astfel fererehat ar însemna "apă curgătoare lată". Numele kurd actual, Ferat, este poate o contracție a numelui mai vechi. 
Totuși, etimologia indo-europeană a numelui este disputată din cauza numelor sumeriene și akkadiene, respectiv Buranun și Pu-rat-tu; Buranun fiind atestat într-o inscripție a regelui Gudea (secolul al XXII-lea î.Hr.). Pare astfel probabil că numele în persana veche a apărut prin etimologie populară, pe baza numelui preiranian al râului.

## Cursul Eufratului
Eufratul este cel mai lung fluviu din vestul Asiei. El are o lungime de aproximativ 2.780 kilometri. Se formează prin confluența a două râuri, Kara (Eufratul apusean), care izvorăște din Podișul Armeniei din estul Turciei, la nord de Erzurum și Murat (Eufratul răsăritean), care izvorăște dintr-o zonă aflată la sud-vest de Muntele Ararat, la nord de Lacul Van. Cursul superior al râului este caracterizat de canioane și defilee. Râurile Kabur și Balih se varsă în Eufrat în Siria răsăriteană.

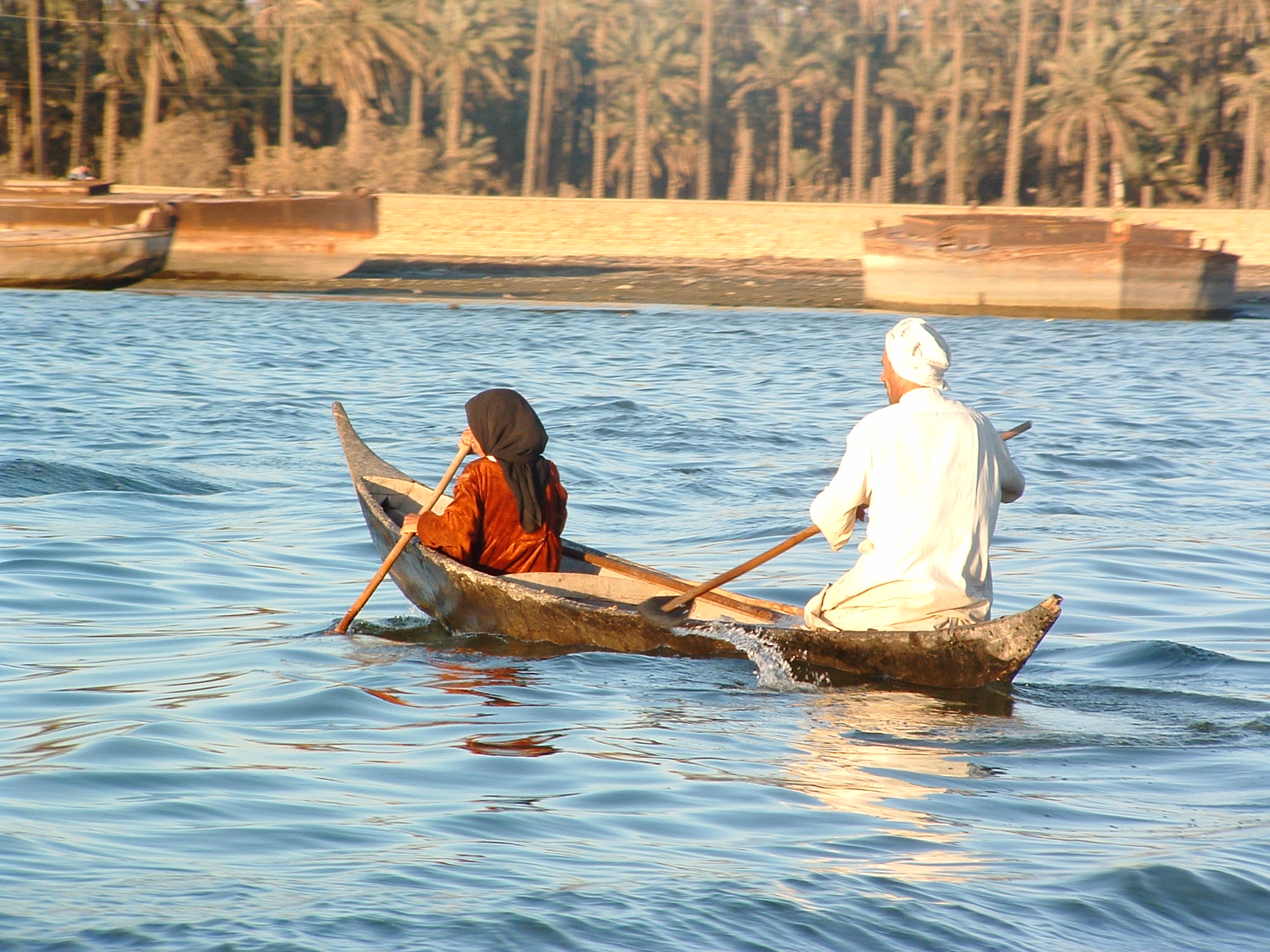
Barcă pe Șat al-Arab

Ambele fluvii izvorăsc din Turcia. În cursul inferior în Eufrat nu se mai varsă niciun alt râu. La nord de Basra, în sudul Irakului, fluviul se unește cu Tigrul, formând râul Șat al-Arab, care la rândul său se varsă în Golful Persic. 
La Basra râul se împărțea în multe canale, formând o zonă mlăștinoasă întinsă, dar mlaștinile au fost drenate de guvernul lui Saddam Hussein în anii 1990 pentru a-i izgoni pe „arabii mlaștinilor”. După Invazia Irakului politica de drenare a mlaștinilor a fost oprită, dar rămâne de văzut dacă mlaștinile vor reapărea.
Eufratul este navigabil cu ajutorul unor bărci pentru ape puțin adânci (barje), cu care se poate ajunge până la orașul irakian Hit, aflat la 1.930 kilometri în amonte de gura de vărsare și la o altitudine de doar 53 metri deasupra nivelului mării. Mai sus de Hit, însă, datorită repezișurilor și barajelor naturale, râul nu poate fi folosit pentru navigația comercială. Inundațiile sale anuale, cauzate de topirea zăpezilor din munții din Turcia de nord-est, sunt parțial stăvilite de baraje și lacuri de acumulare din regiunea cursului superior. Un canal de 885 kilometri leagă Eufratul de Tigru pentru a servi drept rută pentru barjele fluviale.

## Eufratul în Biblie
Conform Genezei 2:14 un râu numit Eufrat este una din cele patru ape care curg din Grădina Edenului. Este al patrulea râu, după Pison, Gihon și Tigru, care se formează din râul care curge din grădină. Râul cu același nume reprezenta una din limitele țării promise de Dumnezeu lui Avraam și descendenților săi (Isaac, Iacob, etc). În Biblia ebraică el este numit simplu „râul” (ha-nahar). 
Râul Eufrat a fost numit pornind de la expresia „a merge înainte”, cuvântul „Eufrat” fiind o traducere a expresiei „împinge (sau mergi) înainte”. Mereu s-a presupus că înseamnă „râu”, dar aceasta nu este spus nicăieri în mod explicit. Literal se traduce prin „mersul înainte al lichidului”.
În Apocalipsă apare o profeție conform căreia în viitorul apropiat Eufratul va seca înaintea Bătăliei Armaghedonului.

## Profeții islamice
În islam unele din hadith-urile profetului Mahomed sugerează că Eufratul va seca, dezvăluind comori necunoscute, care vor cauza războaie:
- „Curând râul Eufrat va dezvălui comoara (muntele) de aur. Astfel, cine va fi prezent la acea vreme să nu ia nimic din ea.” — Sahih Bukhari.
- Profetul Mahomed a spus: «Ceasul nu va sosi înainte ca râul Eufrat să sece pentru a dezvălui muntele de aur, pentru care oamenii se vor lupta. Nouăzeci și nouă vor muri [în luptă], și fiecare om își va spune: „Poate că sunt singurul care a rămas în viață.”» — Sahih Bukhari, Sahih Muslim.
- Profetul Mahomed a spus: „Eufratul dezvăluie comorile din el. Cine le vede, trebuie să nu ia nimic din ele”. — Al-Muttaqi al-Hindi, Al-Burhan fi `Alamat al-Mahdi Akhir az-Zaman, p. 28.
- „El [Eufratul] va dezvălui un munte de aur [dedesubt].” — Sunan Abi Da'ud.

## Eufratul în istorie
Eufratul a furnizat apa care a condus la înflorirea primei civilizații în Sumer, în preajma mileniului al IV-lea î.e.n. Multe orașe antice importante erau situate la râu sau în apropierea acestuia, inclusiv Mari, Sippar, Nippur, Șuruppak, Uruk, Ur și Eridu. Valea Eufratului a constituit inima imperiilor Babilonului și Asiriei. Timp de mai multe secole râul a format limita răsăriteană a zonei controlate efectiv de egipteni și de Imperiul Roman și limita apuseană a Imperiului Persan.
De asemenea, Bătălia de la Karbala a avut loc pe malul râului Eufrat, unde a fost martirizat Imam Hussein, împreună cu familia și prietenii lui.

## Controverse
Ca și în cazul Tigrului există controverse asupra drepturilor de folosire a râului. Proiectul Anatoliei de sud-est din Turcia prevedea construirea a 22 de baraje și 19 hidrocentrale până în 2005, cel mai mare proiect de dezvoltare efectuat vreodată în Turcia. Primul baraj a fost terminat în 1990. Turcia de sud-est încă are dificultăți economice, alimentând nemulțumirile minorității kurde aflată aici. Autoritățile turce speră că proiectul va îmbunătăți economia regiunii, dar critici din țară și din străinătate i-au contestat beneficiile, punând accent pe costurile sociale și ecologice ale proiectului.
În Siria Barajul Tabaqah (terminat în 1973 și uneori numit Barajul Eufrat) formează un lac de acumulare, Lacul Assad, folosit pentru irigarea culturilor de bumbac. Siria a construit baraje pe cei doi afluenți și construiește un alt baraj pe Eufrat. Irakul are câteva baraje în funcțiune, dar controlul apei și-a pierdut prioritatea în timpul regimului lui Saddam Hussein. De la prăbușirea Partidului Ba'ath Irak în 2003, utilizarea apei a revenit în prim-plan. Lipsa apei în Orientul Mijlociu face ca Irakul să se teamă că Siria și Turcia vor folosi o mare parte din apa Eufratului, înainte ca aceasta să ajungă în Irak. Actualmente irigațiile din sudul Irakului reduc drastic debitul râului la confluența cu râul Tigru, unde se formează râul Șat al-Arab.